# House of the Living Dead
Pour plus de détails, voir Fiche technique et Distribution.
House of the Living Dead est un film sud-africain réalisé par Ray Austin en 1973.

## Synopsis
L'histoire se déroule au XIXe siècle, dans une région rurale d'Afrique du Sud. Lady Marianne vient d'arriver de Londres pour rejoindre Sir Michael, son fiancé. Ils s'installent dans le domaine de Brattling Manor, accueillis par la mère de Michael, une femme autoritaire, qui n'a pas l'air d'apprécier la présence de la jeune femme. Une nuit, Lady Marianne est réveillée par une étrange musique d'orgue et d'inquiétants bruits de pas dans le couloir...

## Fiche technique
- Titre original : House of the Living Dead
- Réalisation : Ray Austin
- Scénario : John Brason
- Production : Matt Druker
- Montage : Peter Musgrave
- Musique : Peter J. Elliott
- Lieux de tournage : Afrique du Sud
- Pays d'origine : Afrique du Sud
- Format : couleur
- Durée : 87 minutes
- Genre : Horreur
- Date de sortie : 
  -  Afrique du Sud : 12 août 1974
  -  Espagne : 29 septembre 1974

## Distribution
- Mark Burns : Sir Michael Brattling / Dr. Breckinridge Brattling
- Shirley Anne Field : Anne Mary Carew
- David Oxley : Dr Collinson
- Margaret Inglis : Lady Brattling

## Autour du film
- Grâce à sa prestation Mark Burns gagna en 1974 la médaille du meilleur acteur au Festival international de Catalogne.

### Documents multimédias
- Film sur You Tube